# Veigh
Thiago Veigh da Silva (Itapevi, 12 de setembro de 2001), conhecido mononimamente como Veigh, é um rapper, cantor e compositor brasileiro. Em 2023 lançou seu álbum "Dos Prédios Deluxe" alcançou recorde na estreia ficando em top global de streamings.

## Biografia
Criado na cidade de Itapevi, na Zona Oeste de São Paulo, Veigh sempre teve um interesse variado em atividades criativas e esportivas, antes de sua incursão no mundo da música, ele era um skatista e até participou de alguns campeonatos, além disso, trabalhou em um telemarketing em Alphaville, bairro nobre da grande São Paulo. Nessa época, após o expediente, gravava raps em estúdios do centro da capital paulistana. A dupla jornada desgastante, o fez optar pela música, ao lado do produtor Nagalli, fundou a gravadora Supernova.
O início solo, Veigh deu seus primeiros passos na música aos 17 anos, formando a dupla Constelação ao lado de seu amigo Heitor. Entretanto, foi após conhecer o produtor musical Nagalli que sua carreira realmente decolou. O duo lançou a faixa “Indispensável” em colaboração com o KK, marcando o início de uma parceria inovadora, ascensão à fama e conquistas em 2019, criou seu canal no YouTube e também viu sua carreira ganhar um novo avanço, atraindo mais de 2 milhões de ouvintes no Spotify. Sua faixa “Londres Freestyle” alcançou mais de 13 milhões de reproduções na mesma plataforma. Suas músicas, como “Vida Chique” e “Movimento,” tornaram-se grandes sucessos e tratam desde emoções pessoais até críticas sociais.
Em 2023, o trapper conquistou o 1° lugar do Spotify Charts global com o álbum "Dos Prédios Deluxe". Veigh bateu o recorde de Anitta como maior estreia de um artista nacional no Spotify
Em 2024, junto com sua gravadora Supernova Ent., Lançou o álbum “Mixtape Supernova Vol.1” com os artistas G.A, Niink e Ghard, e os produtores Nagalli, Bvga Beatz, Galdino, Toledo, Honaiser e Stick, que também fazem parte da gravadora, no dia 12 de Dezembro. O álbum conta com as participações dos artistas Ryu, The Runner, Emitê Único, Vulgo FK e Yunk Vino. O projeto hoje soma aproximadamente 90 milhões de streams nas plataformas digitais, e Veigh, Niink, Ghard e G.A iniciaram recentemente a turnê de shows de apresentação da mixtape.
Em outubro de 2024, Veigh anunciou a produção de seu novo projeto, o álbum "Eu Venci o Mundo". Além da produção da Supernova, o projeto conta com colaborações de produtores internacionais, como o produtor musical, compositor, rapper e cantor norte-americano Timbaland, e está previsto para ser lançado no dia 26 de junho de 2025. Veigh já disponibilizou dois singles do álbum: "Mônaco Freestyle", lançado em 25 de fevereiro de 2025, e "Taylor", lançado em 30 de abril de 2025.
O single "Taylor", cujo título é uma referência à cantora Taylor Swift, gerou grande repercussão e expectativa para seu lançamento, sendo divulgado por grandes páginas pop internacionais e por perfis de fãs — tanto nacionais quanto internacionais — da cantora. A faixa chegou até a ser notada por Tree Paine, assessora de imprensa de Taylor Swift. Veigh concedeu uma entrevista a uma página brasileira de fãs da cantora no dia do lançamento do single, compartilhando curiosidades sobre a música, como o motivo do título e as expectativas para o futuro projeto. Atualmente, a faixa "Taylor" conta com mais de 1 milhão de visualizações no YouTube, mais de 8 milhões de streams no Spotify, e aumenta ainda mais a expectativa dos fãs para seu próximo álbum: "Eu Venci o Mundo".

## Discografia

### Álbuns de estúdio
- Dos Prédios (2022)
- Dos Prédios Deluxe (2023)[17]
- Mixtape Supernova Vol.1 (2024)[18]
- Eu Venci o Mundo (2025)